# Ham kummst
Ham kummst ist das Debütalbum der österreichischen Band Seiler und Speer. Es erschien am 17. April 2015 auf dem eigens gegründeten Label Jokebrothers Records und wurde von Preiser Records vertrieben.

## Entstehung
Während der Zusammenarbeit an der Satire-Webserie Horvathslos begannen Christopher Seiler und Bernhard Speer damit, Lieder zu schreiben. Dabei schrieb Seiler meistens den Text, während Speer die Musik auf der Gitarre komponierte. Aus dem eigentlichen „Spaßprojekt“ entstand dann schließlich das Debütalbum Ham kummst. Laut Seiler wusste dabei noch keiner, „wo die Reise hinführt“. Das Album hätten die beiden eher für sich selbst aufgenommen, es wäre ihnen egal gewesen, wie es klänge.

## Titelliste
| Nr.          | Titel                          | Länge |
| ------------ | ------------------------------ | ----- |
| 1.           | Soits leben                    | 4:04  |
| 2.           | Ham kummst                     | 4:00  |
| 3.           | I wü ned                       | 3:56  |
| 4.           | Bonnie und Clyde               | 4:17  |
| 5.           | Servas baba                    | 4:20  |
| 6.           | Setz di her                    | 4:55  |
| 7.           | Stiagnhaus Gstanzl             | 3:40  |
| 8.           | Stopp doch die Zeit            | 3:12  |
| 9.           | I wü ned (Akustik)             | 4:17  |
| 10.          | Der letzte Schnee              | 5:08  |
| 11.          | Sperrstund is                  | 3:15  |
| 12.          | Washington feat. Anton Horvath | 3:52  |
| Gesamtlänge: | Gesamtlänge:                   | 48:56 |

## Singleauskopplungen
Von den aus Ham kummst ausgekoppelten Singles war das Titelstück mit Abstand das erfolgreichste. Das dazugehörige Musikvideo entwickelte sich zu einem Internet-Hit und zählt mittlerweile (Stand Anfang September 2020) über 40 Millionen Aufrufe auf der Videoplattform YouTube. Auch die beiden nicht offiziell als Singles veröffentlichten Stücke „I wü ned“ und „Stopp doch die Zeit“ konnten sich in den österreichischen Charts platzieren.
| Jahr | Titel               | Höchstplatzierung, Gesamtwochen, AuszeichnungChartplatzierungen (Jahr, Titel, , Platzierungen, Wochen, Auszeichnungen, Anmerkungen) | Höchstplatzierung, Gesamtwochen, AuszeichnungChartplatzierungen (Jahr, Titel, , Platzierungen, Wochen, Auszeichnungen, Anmerkungen) | Anmerkungen                                              |
| Jahr | Titel               | AT | DE | Anmerkungen                                              |
| --- | ------------------- | --- | --- | -------------------------------------------------------- |
| 2014 | Der letzte Schnee   | — | — | Erstveröffentlichung: 10. Dezember 2014                  |
| 2015 | Ham kummst          | AT1 ×2Doppelplatin · (58 Wo.)AT | DE45 (25 Wo.)DE | Erstveröffentlichung: 18. August 2015 Verkäufe: + 60.000 |
| 2016 | Soits lebn          | AT10 Platin · (23 Wo.)AT | — | Erstveröffentlichung: 22. März 2016 Verkäufe: + 30.000   |
| Folgende Lieder erschienen nicht als Single, wurden aber durch das Album zum Download und Streaming bereitgestellt und konnten somit eine Platzierung erlangen: |                     | | |                                                          |
| |                     | | |                                                          |
| 2015 | I wü ned            | AT27 Gold · (21 Wo.)AT | — | Charteinstieg: 4. Dezember 2015 Verkäufe: + 15.000       |
| 2016 | Stopp doch die Zeit | AT40 (7 Wo.)AT | — | Charteinstieg: 9. September 2016                         |

## Mitwirkende
- Text & Musik: Christopher Seiler, Bernhard Speer
- Aufnahme, Abmischung und Mastering: Daniel Fellner
- Produktion: Daniel Fellner, Bernhard Speer
- Percussions: Chris Grabner, Raphael Bader
- Zusätzliche Gitarren: Bernd Brodträger, Daniel Fellner, Börns Fellner
- CD-Design: Bernhard Speer

## Rezeption

### Preise
Bei der Verleihung der Amadeus Austrian Music Awards 2016 war das Album in der Kategorie „Album des Jahres“ nominiert und die Single „Ham kummst“ wurde zum „Song des Jahres“ gekürt. Seiler und Speer waren weiters in den Kategorien „Band des Jahres“, „Live-Act des Jahres“ und „Pop/Rock“ nominiert und konnten für „Ham kummst“ den Preis für die „Songwriter des Jahres“ entgegennehmen.

### Rezensionen
Das Album und vor allem die Single „Ham kummst“ wurden überwiegend positiv aufgenommen, sowohl in Österreich als auch in Teilen Deutschlands. Die Kronen Zeitung bezeichnete das Titelstück als das „österreichischste Lied“ und Seiler und Speer als „musikalischen Abbildung der heimischen Volksseele“, während die Süddeutsche Zeitung „Ham kummst“ als „super charmant, mitreißend, melodiös [und] witzig“ beschrieb.

## Kommerzieller Erfolg

### Chartplatzierungen
In Österreich befand sich das Album für 413 Wochen in den Charts (davon 6 auf Platz 1 und 47 in den Top 10), womit es Platz 6 auf der ewigen Bestenliste belegt.
| ChartsChartplatzierungen | Höchstplatzierung | Wochen |
| ------------------------ | ----------------- | ------ |
| Deutschland (GfK)        | 31 (33 Wo.)       | 33     |
| Österreich (Ö3)          | 1 (413 Wo.)       | 413    |

| ChartsJahrescharts (2015) | Platzierung |
| ------------------------- | ----------- |
| Österreich (Ö3)           | 4           |

| ChartsJahrescharts (2016) | Platzierung |
| ------------------------- | ----------- |
| Deutschland (GfK)         | 95          |
| Österreich (Ö3)           | 1           |

| ChartsJahrescharts (2017) | Platzierung |
| ------------------------- | ----------- |
| Österreich (Ö3)           | 55          |

| ChartsJahrescharts (2019) | Platzierung |
| ------------------------- | ----------- |
| Österreich (Ö3)           | 51          |

| ChartsJahrescharts (2020) | Platzierung |
| ------------------------- | ----------- |
| Österreich (Ö3)           | 51          |

| ChartsJahrescharts (2021) | Platzierung |
| ------------------------- | ----------- |
| Österreich (Ö3)           | 26          |

| ChartsJahrescharts (2022) | Platzierung |
| ------------------------- | ----------- |
| Österreich (Ö3)           | 28          |

| ChartsJahrescharts (2023) | Platzierung |
| ------------------------- | ----------- |
| Österreich (Ö3)           | 45          |

| ChartsJahrescharts (2024) | Platzierung |
| ------------------------- | ----------- |
| Österreich (Ö3)           | 57          |

### Auszeichnungen für Musikverkäufe
| Land/Region       | Auszeichnungen für Musikverkäufe (Land/Region, Auszeichnung, Verkäufe) | Verkäufe |
| ----------------- | ---------------------------------------------------------------------- | -------- |
| Österreich (IFPI) | 6× Platin                                                              | 90.000   |
| Insgesamt         | 6× Platin ·                                                            | 90.000   |